# Jaime García-Legaz
Jaime García-Legaz Ponce (Murcia, España, 1968) es un economista, empresario, ejecutivo y académico español. 

## Formación
Es Licenciado en Ciencias Económicas y Empresariales por CUNEF en 1991.
Es Doctor en Economía por la Universidad Complutense de Madrid, con calificación sobresaliente cum laude.
Es Técnico comercial y economista del Estado desde 1994.
Ha realizado programas de posgrado en la Universidad de Harvard, la Universidad de Oxford, INSEAD e IESE Business School.

## Trayectoria profesional
Es presidente del consejo de administración de DoValue en España. 
Es miembro de los consejos de administración de Nadara (Londres, Reino Unido), Nature Investments (Luxemburgo), BOAB AENA (Sao Paulo, Brasil), ANB AENA (Recife, Brasil) y Canal de Isabel II.
En 2011-2016 fue Secretario de Estado de Comercio. Representó a España en el Consejo de Ministros de Comercio de la UE y en el Consejo de Ministros del G20. 
Ha sido presidente y consejero delegado de AENA, S.A.
Ha sido presidente y CEO de CESCE, presidente y CEO de Alula Capital, presidente de Informa Dun&Bradstreet, presidente de AENA Internacional y presidente del Consejo Internacional de Aseguradores de Crédito (CIAC).
En 2017, Forbes lo eligió como el mejor CEO de España menor de 50 años, y el top 9 de los CEOs españoles.  

Ha sido presidente del ICEX, presidente de Invest in Spain y presidente de la Fundación CECO.
Ha formado parte de los consejos de administración de las compañías cotizadas:
- AENA
- Ventient Energy (Reino Unido)
- Renantis (Italia)
- Falck Renewables (Italia)
- Supermercados DIA

Ha formado parte asimismo de los consejos de administración de:
- Ahorro Corporación Financiera
- Aena Internacional
- CESCE
- CIAC
- Informa Dun&Bradstreet
- ACFH
- Retevisión
- INECO
- ICEX
- Invest in Spain
- Red.es
- SEACEX
- Club de Campo Villa de Madrid.

Ha formado parte de los consejos asesores de:
- Samsung
- Workday

Ha sido consultor de Boston Consulting Group, consultor del Banco Mundial, consultor de la OCDE y consultor de la Unión Europea en proyectos en Rusia, Lituania, Hungría, Polonia, Bulgaria, Canadá, Marruecos y Arabia Saudí.

## Actividad docente
Es profesor de Advantere School of Management. 
Ha sido profesor de programas de posgrado en IE Business School, CUNEF e ICADE Business School.
Ha publicado varios libros y numerosos artículos en materia de economía y comercio.

## Actividades sin ánimo de lucro
Es miembro del patronato de la Fundación Horizontes Abiertos.
Es miembro del Pleno de la Cámara de Comercio de Madrid.
Ha formado parte del consejo asesor de la Heritage Foundation y de European Ideas Network.

## Reconocimientos
- Condecorado por el presidente de los Estados Unidos de México con la Banda de la Orden Mexicana del Águila Azteca (2015)[3]
- Condecorado por el Emperador de Japón en mayo de 2017 con la Estrella de Oro y Plata de la Orden del Sol Naciente, la más alta distinción que otorga Japón.[4]
- Condecorado por el presidente de la República de Brasil con la Gran Cruz de la Orden de Rio Branco.
- Medalla de Oro del Consejo Superior de Cámaras de Comercio de España.
- Medalla de Oro de la Cámara de Comercio de España.